# Војно ваздухопловство Сирије
Војно ваздухопловство Сирије (арап. القوات الجوية العربية السورية) је део Оружаних снага Сирије. Основано је 1948. године, након завршетка школовања прве класе пилота у Уједињеном Краљевству, а одвојено је од противваздушне одбране, као засебан вид.
Ваздухопловство је организовано у десет до једанаест борбених ескадрила, у свакој по шеснаест ловаца, две транспортне и једне тренажне групе, што је током времена било променљиво. Војно ваздухопловство Сирије је 1987. године, имало бројно стање у својој формацији од око 100.000 редовних и 37.500 резервних припадника. Почетком 2012. године, пун састав ваздухопловства је бројао око 60.000 припадника (са резервом), од чега је било 40.000 у сталном саставу.
У периоду 1985. године, сматра се да је Сирија поседовала 9 ескадрила ловачко-бомбардерске авијације и 15 ескадрила пресретача, заједно све укупно, око 650 борбених авиона.
Почетни, послератни развој сиријског ваздухопловства је био под утицајем и помоћи Уједињеног Краљевства, а касније под утицајем и са ваздухопловним средствима Варшавског пакта, нарочито Совјетског Савеза. После распада Совјетског Савеза, приоритетан ослонац је на Русију.
Прва борбена дејства је имало Сиријско ваздухопловство 1948. године, током Арапско-израелског рата.

## Историја
По завршетку Другог светског рата, Уједињено Краљевство и Француска су се повукле са Блиског истока, а то укључује и повлачење из Сирије. Као и у осталим самосталним државама основано је званично Сиријско ваздухопловство 1948. године, након завршетка школовања прве класе војних пилота у Великој Британији. Почетна ваздухопловна сила Сирије је ограничено учествовала у арапско-израелског рату, 1948. године, бомбардујући израелске снаге и насеља. Тада су изгубили један амерички Харвард, од противавионске ватре, 16. јула и један Авиа S-199 10. јуна.
Војно руководство, формирано после рата, настојало је да ојача ваздухопловство, које је почело да се модернизује опремањем авионима Фијат G.55, бившим египатским Маки C.205 и Супермарин Спитфајером. У септембру 1952. године, Војска Сирије је увела у оперативну употребу прве авионе са млазним мотором, Глостер метеор.
Сирија и Египат су покушали уједињење у заједничку државу, Уједињена Арапска Република, 1950. године. То се одразило на развој сиријског ваздухопловства, растом његовог бројног стања особља и ваздухоплова. Међутим, ова интеграција није успела, новооснована држава је трајала свега шест месеци, те се Сирија определила за сарадњу са Варшавским пактом, градећи блиске односе са свима њеним чланицама, а посебно са Совјетским Савезом. Ово је довело до масовног прилива војне опреме у опремању сиријске војске, укључујући и ратно ваздухопловство.
У 1955. години, Сирија је наручила 25 авиона МиГ-15, укључујући и неколико тренажних МиГ-УТИ. Они су транспортовани до Александрије у египатску ваздухопловну базу Алмазах, где су сиријски пилоти и техничари извршили преобуку за овај авион. Ловци МиГ-15 су били још у Египту при избијању Суецке кризе, када их је неколико уништено на аеродрому, од стране британских и француских ваздушних удара. Сиријски Глостер метеор је 6. новембра 1956. године оборило британско ваздухопловство авионом Канбера PR.7, приликом извиђања активности у ваздухопловним базама Сирије. Један Метеор је страдао после другог покушаја пресретања, његов пилот Хафиз ел Асад је касније био председник Сирије. Његов је авион страдао док је покушавао да слети при смањеној видљивости, ноћу.
Крајем 1956. године, Сиријско ваздухопловство је увело у оперативну употребу 60 ловаца МиГ-17. Сиријски пилоти су за ове авионе извршили преобуку у Совјетском Савезу и Пољској. Први авион МиГ-17 је стигао у јануару 1957. године, а до краја године су биле опремљене две ескадриле, распоређене за одбрану престонице, из базе „Мезех“ крај Дамаску.
У Шестодневном рату, сиријско ваздухопловство је изгубила две трећине својих снага, преживела трећина је повучена са базама у удаљене делове Сирије. Ово је помогло израелској победи над сиријском војском и довело је до окупације Голанске висоравни.
Јомкипурски рат је имао почетни успех за Сирију и Египат, мада им је Израел опет нанео више жртава него што је сам имао.
Током Либанског рата 1982. године, сиријско ваздухопловство се борило против израелског у најмасовнијем обиму борби ваздух-ваздух, авионима са млазним моторима, са укупно око 150 са обе стране. У периоду 6-11. јуна 1982. године, водиле су се интензивне борбе у ваздушном простору, сиријски и руски извори су признали губитак од 24 авиона МиГ-23 (6МФ, 4МС и 14БН), без обарања израелских. Руски и сиријски извори су обавештавали о успесима у борби против израелских авиона, али нису били у стању да пруже било какве доказе за то. Израел тврди да је тада уништено 85 сиријских мигова. Међутим, на малој висини сиријско ваздухопловство је ефикасно користило хеликоптере SA 342 газела у противоклопној борби против израелских копнених снага у продору. У таквом сценарију, израелска тенковска колона је заустављена хеликоптерским ракетним нападом, док се приближавала Еин Зехалти.
После либанског рата, сиријско ваздухопловство је покушало да обнови техничка ваздухопловна средства, опремањем са истока. Међутим, пуни обим овог опремања није потпуно познат, нити су познати прецизно тачни бројеви авиона и њихова врста у оперативној употреби сиријског ваздухопловства. То је због контроле тајности сиријске владе у односу на своје војне снаге. Познато је, да је покренута набавка авиона МиГ-29 и Су-24, што би требало да подстакне ваздухопловство, али гласине о куповини многи сматрају да су неосноване. У 2008. години, сиријска авијација је наводно увела у оперативну употребу 8 руских авиона МиГ-31Е, као и одређен број МиГ-29СМТ и Јак-130, иако испорука МиГ-31 може бити обустављена, од стране Русије, због перманентног притисака из Израела.

### Пресек учешћа у сукобима на Блиском истоку
Сиријска авијација је учествовала у Шестодневном, Јомкипурском, Либанском (1982) и Либанском грађанском рату.
- На крају Јомкипурског рата на сиријском фронту, изгубљено је 30 ловаца МиГ-21, што је потврђено. Од тога су 29 оборили израелски авиони.
- Сиријским авионом МиГ-23 је летео пилот Ал Масри, 19. априла 1974. године, када је напао и оборио 2 израелска F-4 фантома, али је потом оборен ракетом од стране своје противваздушне одбране, због погрешна идентификације.[8]
- Два сиријска МиГ-25 су оборили израелски F-15 игл, 1981. године.
- Током Либанског рата (1982), оборено је неколико сиријских авиона МиГ-23, од стране израелске авијације, 26. априла 1982. године, два сиријска МиГ-23 оборила су два израелска A-4 скајхоука, док су надлетали северни Либан.[8] Сиријски хеликоптери „газеле“ су имали значајне успехе у борби са израелским тенковима: у 200 летова, уништили су 100 тенкова и много других возила, а при томе је изгубљено шест летелица.[9]
- 21 Бритн-Норман-2Л сервис топографске Турски авион за топографско снимање Бритен-норман Исланд је прелетао Хатаи, 21. октобра 1989. године, када су га пресрела и оборила два сиријска МиГ-21, близу градилишта Ататурк Дам, 20 km унутар турске територије. Том приликом је погинуло пет путника, што је био озбиљан међудржавни инцидент и повод за крзу.[10][11]
- Два сиријска авиона МиГ-29 су оборена (укључујући и један којим је пилотирао мајор Аиоуни Брахим) када је пришао рејону борби израелски AWACS у пратњи два F-15 игл, 14. септембра 2001. године.

## Оружани сукоби у Сирији (2011-данас)
Током грађанског рата, сиријско ваздухопловство је често користило наоружане хеликоптере и авионе, против побуњеника Већина, од ових напада, био је по циљевима у насељеним областима са цивилима. У јулу 2012. године је на изложби авиона у Фарнбороу најављено да Русија неће испоручивати нове авионе Сирији, укључујући МиГ-29М/М2 и Јак-130, све док постоји криза у Сирији, али ипак ће поштовати подршку и одржавање претходних уговора, као што је за МиГ-25. У августу 2012. године, постало је очигледно обавештајним стручњацима да сиријска авијација има значајне техничке тешкоће, што се манифестује на приближно половину најсавременије авијације, као што су МиГ-25, који нису оперативно расположиви у сваком тренутку, због повећаног броја локација са сукобима и тешкоћа њиховог одржавања. Ови проблеми су доказани, по мишљењу стручњака, зато што су недавно режимске снаге користиле школске авионе L-39 „албатрос“ у борбеним дејствима. Снимци потврђују да су школски авиони L-39 „албатрос“ модификовани и опремљени за лаког јуришника. Међутим, други извештаји потврђују да се авиони МиГ користе за нападе по густо насељеним областима. Сиријска млазна авијација је два пута напала болницу у Алепу, 15. августа 2012. године.
До сада су у сукобу, по изворима побуњеника оборена 2 авиона, и „неколико“ хеликоптера. Тврде да су најмање четири авиона уништили на земљи. Сиријски пилот, пуковник Хасан ал-Миреи Хамадех је пребегао авионом типа МиГ у Јордан.

## Организација
Војно ваздухопловство Сирије се састоји од:
- 7 ловачких ескадрила
- 20 пресретачких / извиђачких ескадрила
- 4 транспортне ескадриле
- 1 ескадрила за електронско ратовање
- 7 ескадрила транспортно-борбених хеликоптера
- 5 ескадрила борбених хеликоптера
- 1 ескадрила ВИП хеликоптера
- 1 тренажна група

## Инвентар ваздухоплова
Због високог нивоа безбедности по свему је војска па и Војно ваздухопловство Сирије, у прошлости и садашњости, је још увек у великој мери непознато. Због тога је тешко судити о правој његовој снази данас. Наведене информације потичу из више извора, релативне прецизности.
- Поседују ~ 458 до ~ 752 ваздухоплова у пуковима:
  - Бордера / извђача / оперативно тренажних авиона: између ~ 357 и ~ 611
  - Авиона за обуку: између ~ 81 и ~ 117
  - Транспортних авиона: између ~ 20 и ~ 24
- Између ~ 176 до ~ 214 ваздухоплова посебне намене:
  - Борбених хеликоптера: између ~ 70 и ~ 84
  - Наоружаних транспортних / услужних хеликоптера: између ~ 106 и ~ 120
  - Електронско ратовање / командни хеликоптери: између ~ 0 ~ и 10

| Инвентар и распоред сиријске авијације | Инвентар и распоред сиријске авијације | Инвентар и распоред сиријске авијације | Инвентар и распоред сиријске авијације | Инвентар и распоред сиријске авијације | Инвентар и распоред сиријске авијације | Инвентар и распоред сиријске авијације |
| Јединица | Тип                                    | Порекло                                | Намена                                 | Број                                   | Базирање                               | Слика                                  |
| Борбени авиони | Борбени авиони                         | Борбени авиони                         | Борбени авиони                         | Борбени авиони                         | Борбени авиони                         | Борбени авиони                         |
| --- | -------------------------------------- | -------------------------------------- | -------------------------------------- | -------------------------------------- | -------------------------------------- | -------------------------------------- |
| 825. ескадрила | МиГ-21                                 | СССР                                   | Л                                      | 150 (20 бис) (70 ПФ) (40 СМБ) (20 У)   | Авиабаза Ал Кусајр                     |                                        |
| 826. ескадрила | МиГ-21                                 | СССР                                   | Л                                      | 150 (20 бис) (70 ПФ) (40 СМБ) (20 У)   | Авиабаза Ал Кусајр                     |                                        |
| 945. ескадрила | МиГ-21                                 | СССР                                   | Л                                      | 150 (20 бис) (70 ПФ) (40 СМБ) (20 У)   | Авиабаза Кхалкхалах                    |                                        |
| 946. ескадрила | МиГ-21                                 | СССР                                   | Л                                      | 150 (20 бис) (70 ПФ) (40 СМБ) (20 У)   | Авиабаза Кхалкхалах                    |                                        |
| 679. ескадрила | МиГ-21                                 | СССР                                   | Л                                      | 150 (20 бис) (70 ПФ) (40 СМБ) (20 У)   | Авиабаза Хамах                         |                                        |
| 680. ескадрила | МиГ-21                                 | СССР                                   | Л                                      | 150 (20 бис) (70 ПФ) (40 СМБ) (20 У)   | Авиабаза Хамах                         |                                        |
| 8. ескадрила | МиГ-21                                 | СССР                                   | Л                                      | 150 (20 бис) (70 ПФ) (40 СМБ) (20 У)   | Авиабаза Деир Зор                      |                                        |
| 10. ескадрила | МиГ-21                                 | СССР                                   | Л                                      | 150 (20 бис) (70 ПФ) (40 СМБ) (20 У)   | Авиабаза Јирах                         |                                        |
| 10. ескадрила | МиГ-21                                 | СССР                                   | Л                                      | 150 (20 бис) (70 ПФ) (40 СМБ) (20 У)   | Авиабаза Табкуа                        |                                        |
| |                                        |                                        |                                        |                                        |                                        |                                        |
| 697. ескадрила | МиГ-23?                                | СССР                                   | ФЛ                                     | 173+? (60 БН) (107 МФ) (6 УБ)          | Авиабаза Сајгал                        |                                        |
| 675. ескадрила | МиГ-23МФ                               | СССР                                   | ФЛ                                     | 173+? (60 БН) (107 МФ) (6 УБ)          | Авиабаза Шајрат                        |                                        |
| 695. ескадрила | МиГ-23БН                               | СССР                                   | ФЛ                                     | 173+? (60 БН) (107 МФ) (6 УБ)          | Авиабаза Ан Насирија                   |                                        |
| 77. ескадрила | МиГ-23МЛ                               | СССР                                   | ФЛ                                     | 173+? (60 БН) (107 МФ) (6 УБ)          | Авиабаза Марј Рухајил                  |                                        |
| 698. ескадрила | МиГ-23БН                               | СССР                                   | ФЛ                                     | 173+? (60 БН) (107 МФ) (6 УБ)          | Авиабаза Ан Насирија                   |                                        |
| ???. ескадрила | МиГ-23МЛ                               | СССР                                   | ФЛ                                     | 173+? (60 БН) (107 МФ) (6 УБ)          | Авиабаза Думајр                        |                                        |
| 678. ескадрила | МиГ-23МС                               | СССР                                   | ФЛ                                     | 173+? (60 БН) (107 МФ) (6 УБ)          | Авиабаза Абу ад Духор                  |                                        |
| |                                        |                                        |                                        |                                        |                                        |                                        |
| 699. ескадрила | МиГ-29                                 | СССР                                   | Л                                      | 62 (42 A) (14 СМТ) (6 УБ)              | Авиабаза Сајгал                        |                                        |
| ???. ескадрила | МиГ-29                                 | СССР                                   | Л                                      | 62 (42 A) (14 СМТ) (6 УБ)              | Авиабаза Сајгал                        |                                        |
| |                                        |                                        |                                        |                                        |                                        |                                        |
| 1. ескадрила | МиГ-25П/Р                              | СССР                                   | Л/И                                    | 38 (30 П/Р) (6 Р) (2 У)                | Авиабаза Тијас                         |                                        |
| 5. ескадрила | МиГ-25П/Р                              | СССР                                   | Л/И                                    | 38 (30 П/Р) (6 Р) (2 У)                | Авиабаза Тијас                         |                                        |
| 7. ескадрила | МиГ-25П/Р                              | СССР                                   | Л/И                                    | 38 (30 П/Р) (6 Р) (2 У)                | Авиабаза Шајрат                        |                                        |
| ???. ескадрила | МиГ-25Р                                | СССР                                   | И                                      | 38 (30 П/Р) (6 Р) (2 У)                | Авиабаза Думајр                        |                                        |
| |                                        |                                        |                                        |                                        |                                        |                                        |
| 54. ескадрила | Су-20                                  | СССР                                   | ЛБ                                     | 56 (50) (6 У)                          | Авиабаза Марј Рухајил                  |                                        |
| 677. ескадрила | Су-22 Су-20                            | СССР                                   | ЛБ                                     | 56 (50) (6 У)                          | Авиабаза Шајрат                        |                                        |
| 827. ескадрила | Су-22                                  | СССР                                   | ЛБ                                     | 56 (50) (6 У)                          | Авиабаза Тијас                         |                                        |
| 685. ескадрила | Су-22                                  | СССР                                   | ЛБ                                     | 56 (50) (6 У)                          | Авиабаза Шајрат                        |                                        |
| ???. ескадрила | Су-22                                  | СССР                                   | ЛБ                                     | 56 (50) (6 У)                          | Авиабаза Думајр                        |                                        |
| |                                        |                                        |                                        |                                        |                                        |                                        |
| 819. ескадрила | Су-24                                  | СССР                                   | ФЛ                                     | 20                                     | Авиабаза Тијас                         |                                        |
| Школски авиони |                                        |                                        |                                        |                                        |                                        |                                        |
| 2. ескадрила | L-39ZO албатрос                        | Чехословачка                           | Н                                      | 70                                     | Авиабаза Абу ад Духор                  |                                        |
| ???. ескадрила | L-39ZO албатрос                        | Чехословачка                           | Н                                      | 70                                     | Авиабаза Абу ад Духор                  |                                        |
| ???. ескадрила | L-39 албатрос                          | Чехословачка                           | Н                                      | 70                                     | Авиабаза Најраб-Алеп                   |                                        |
| ???. ескадрила | L-39 албатрос                          | Чехословачка                           | Н                                      | 70                                     | Авиабаза Најраб-Алеп                   |                                        |
| |                                        |                                        |                                        |                                        |                                        |                                        |
| ???. ескадрила | L-29 делфин                            | Чехословачка                           | Н                                      | 62                                     | Авиабаза Најраб-Алеп                   |                                        |
| ???. ескадрила | L-29 делфин                            | Чехословачка                           | Н                                      | 62                                     | Авиабаза Најраб-Алеп                   |                                        |
| ???. ескадрила | L-29 делфин                            | Чехословачка                           | Н                                      | 62                                     | Авиабаза Најраб-Алеп                   |                                        |
| |                                        |                                        |                                        |                                        |                                        |                                        |
| 3. школска ескадрила | MBB 223 фламенго L-39ZA албатрос       | Немачка Чехословачка                   | Н                                      | 35 (MBB 223)                           | Авиабаза Расин ел Абоуд                |                                        |
| 4. школска ескадрила | MBB 223 фламенго Ми-8                  | Немачка СССР                           | Н ВХ                                   | 35 (MBB 223)                           | Авиабаза Расин ел Абоуд                |                                        |
| Транспортни авиони |                                        |                                        |                                        |                                        |                                        |                                        |
| 522. ескадрила | Ан-24 Ан-26 Ил-76                      | СССР                                   | Т                                      | 1 6 4                                  | Авиабаза Дамаск                        |                                        |
| |                                        |                                        |                                        |                                        |                                        |                                        |
| 565. ескадрила | Јак-40                                 | СССР                                   | ПТ                                     | 6                                      | Авиабаза Дамаск                        |                                        |
| |                                        |                                        |                                        |                                        |                                        |                                        |
| 575. ескадрила | Фалкон 20                              | Француска                              | ПС                                     | 2                                      | Авиабаза Дамаск                        |                                        |
| |                                        |                                        |                                        |                                        |                                        |                                        |
| 585. ескадрила | Ту-134 Boeing 737                      | СССР САД                               | ПТ                                     | 2                                      | Авиабаза Дамаск                        |                                        |
| Хеликоптери |                                        |                                        |                                        |                                        |                                        |                                        |
| ???. ескадрила | Ми-8                                   | СССР                                   | ВХ                                     | 100                                    | Авиабаза Најраб-Алеп                   |                                        |
| ???. ескадрила | Ми-8                                   | СССР                                   | ВХ                                     | 100                                    | Авиабаза Најраб-Алеп                   |                                        |
| Штаб 24 бригаде | Ми-8                                   | СССР                                   | ВХ                                     | 100                                    | Авиабаза Табкуа                        |                                        |
| 909. ескадрила | Ми-8                                   | СССР                                   | ВХ                                     | 100                                    | Авиабаза Дамаск                        |                                        |
| ???. ескадрила | Ми-8                                   | СССР                                   | ВХ                                     | 100                                    | Авиабаза Дамаск                        |                                        |
| 525. ескадрила | Ми-8                                   | СССР                                   | ВХ                                     | 100                                    | Авиабаза Марј Ас Султан                |                                        |
| 537. ескадрила | Ми-8                                   | СССР                                   | ВХ                                     | 100                                    | Авиабаза Марј Ас Султан                |                                        |
| 253. ескадрила | Ми-8                                   | СССР                                   | ВХ                                     | 100                                    | Авиабаза Афис                          |                                        |
| 255. ескадрила | Ми-8                                   | СССР                                   | ВХ                                     | 100                                    | Авиабаза Афис                          |                                        |
| 532. ескадрила | Ми-8 Ми-2                              | СССР                                   | ВХ ВХ                                  | 20 (Ми-2)                              | Авиабаза Куабр ас Сит                  |                                        |
| |                                        |                                        |                                        |                                        |                                        |                                        |
| 976. ескадрила | SA 342 Газела                          | Француска                              | ТХ                                     | 36                                     | Авиабаза Дамаск                        | 36                                     |
| 977. ескадрила | SA 342 Газела                          | Француска                              | ТХ                                     | 36                                     | Авиабаза Дамаск                        | 36                                     |
| |                                        |                                        |                                        |                                        |                                        |                                        |
| 765. ескадрила | Ми-24                                  | СССР                                   | ТБХ                                    | 36                                     | Авиабаза Ес Сувидаја                   |                                        |
| 766. ескадрила | Ми-24                                  | СССР                                   | ТБХ                                    | 36                                     | Авиабаза Ес Сувидаја                   |                                        |
| 767. ескадрила | Ми-24                                  | СССР                                   | ТБХ                                    | 36                                     | Авиабаза Марј Рухајил                  |                                        |
| Морнарички Хеликоптери |                                        |                                        |                                        |                                        |                                        |                                        |
| 618. ескадрила | Ми-14 Ка-25                            | СССР                                   | МХ                                     |                                        | Авиабаза Латакиа                       |                                        |
| Л – ловац; И – Извиђачки авион; ФЛ – Фронтовски ловац; ЛБ – Ловац-бомбардер; Н – Наставни (школски); Т – Транспортни; ПС – Пословни; ПТ – Путничко-транспортни; ВХ – Вишенаменски хеликоптер; ТБХ – Транспортно-борбени хеликоптер; ТХ – Транспортни хеликоптер; МХ – Морнарички хеликоптер |                                        |                                        |                                        |                                        |                                        |                                        |

## Ваздухопловно ракетно наоружање
| Ракете сиријске авијације | Ракете сиријске авијације | Ракете сиријске авијације | Ракете сиријске авијације                                           | Ракете сиријске авијације |
| Назив                     | НАТО ознака               | Порекло                   | Намена                                                              | Слика                     |
| Ракете ваздух-ваздух      | Ракете ваздух-ваздух      | Ракете ваздух-ваздух      | Ракете ваздух-ваздух                                                | Ракете ваздух-ваздух      |
| ------------------------- | ------------------------- | ------------------------- | ------------------------------------------------------------------- | ------------------------- |
| К-13 (авионска ракета)    | AA-2 Atoll                | СССР                      | Малог домета                                                        |                           |
| Р-40                      | AA-6 Acrid                | СССР                      | Средњег домета                                                      |                           |
| Р-23                      | AA-7 Apex                 | СССР                      | Средњег домета                                                      |                           |
| Р-60                      | AA-8 Aphid                | СССР                      | За блиску борбу                                                     |                           |
| Р-27 (авионска ракета)    | АА-10 Alamo               | СССР                      | Средњег домета                                                      |                           |
| Р-73                      | AA-11 Archer              | СССР                      | Малога радијуса, у маневру                                          |                           |
| РВВ-АЕ (Р-77)             | AA-12 Adder               | СССР                      | Средњег домета                                                      |                           |
| Ракете ваздух-земља       |                           |                           |                                                                     |                           |
| Х-23                      | AS-7 Kerry                | СССР                      | Тактичка, вођена ракета, домета од око 10                           |                           |
| Х-28                      | AS-9 Kyle                 | СССР                      | Противрадарска, вођена ракета                                       |                           |
| Х-25                      | AS-10 Karen               | СССР                      | Малога радијуса, у маневру                                          |                           |
| Х-58                      | AS-11 Kilter              | СССР                      | Противрадарска, самовођена ракета                                   |                           |
| Х-25МП                    | AS-12 Kegler              | СССР                      | Модуларна противрадарска, пасивно самовођена ракета. Домета до 10 . |                           |
| Х-29                      | AS-14 Kedge               | СССР                      | Прецизна, малога радијуса, у маневру                                |                           |
| 2К8 «Фаланга»             | AT-2 Swatter              | СССР                      | Противоклопна ракета                                                |                           |
| Х-31                      | AS-17 Krypton             | СССР                      | Тактичка, вођена ракета                                             |                           |
| HOT (ПТРК)                |                           | Француска · Немачка       | Тешка, противоклопна ракета                                         |                           |

## Команданти
| Подаци о командантима ратног ваздухопловства Сирије | Подаци о командантима ратног ваздухопловства Сирије | Подаци о командантима ратног ваздухопловства Сирије                                                                  | Подаци о командантима ратног ваздухопловства Сирије |
| Име                                                 | Период                                              | Коментар |                                                     |
| --------------------------------------------------- | --------------------------------------------------- | --- | --------------------------------------------------- |
| Генерал Вадих ел Мукабари                           | 1950.                                               | Један од првих сиријских пилота који су летели Харварда                                                              |                                                     |
| Генерал-потпуковник Хафиз ел Асад                   | 1965. — 1966.                                       | Један је од првих сиријских пилота који је учествовао у борбеним операцијама. Касније је постао и Председник Сирије. |                                                     |
| Генерал-мајор Ахмад ел Ратиб                        | 2010.                                               | |                                                     |
| Генерал Исам Халак                                  | 2010. до данас                                      | |                                                     |

## Означавање
Означавање ваздухоплова у Сиријском војном ваздухопловству је било под значајним утицајем египатских обележавања.
| Ознаке на деловима ваздухоплова | Ознаке на деловима ваздухоплова | Ознаке на деловима ваздухоплова | Ознаке на деловима ваздухоплова |
| Идентификација                  | На трупу                        | На вертикалном репу             | Временски период                |
| ------------------------------- | ------------------------------- | ------------------------------- | ------------------------------- |
|                                 |                                 |                                 | 1948. — 1958.                   |
|                                 |                                 | Уједињена Арапска Република     | 1958. — 1961.                   |
|                                 |                                 |                                 | 1961. — 1963.                   |
|                                 |                                 |                                 | 1963. — 1972.                   |
|                                 |                                 |                                 | 1972. — 1980.                   |
|                                 |                                 | Сирија                          | од 1980. до данас               |